# Ray Eberle
Ray Eberle, (Mechanicville, 1919. január 19. – Douglasville, 1979. augusztus 25. vagy 1979. június 25.) amerikai swingénekes.

## Pályafutása
Ray Eberle 1938-ban énekesként csatlakozott Glenn Miller zenekarához. Testvére, Bob Eberly akkor már Jimmy Dorsey zenekarának énekeseként dolgozott. A kritikusok és a zenekari tagok panaszai ellenére, valamint Eberle szerint Miller többnyire túl magasra emelte a dalokat az ő hangtartományához képest.
Ray Eberle népszerű énekes volt, aki bemutatta a „The Nearness of You”-t 1940-ben és a „Skylarkot” 1942-ben. Több tucat más slágere is volt,  köztük a „Moonlight Serenade” és a „Stairway to the Stars” 1939-ben, az „It's a Blue World”, a „Fools Rush In”, „A Nightingale Sang in Berkeley Square” és az „Imagination” 1940-ben, és az „At Last” 1942-ben.
Miután kiszállt Millertől, Gene Krupa zenekarával énekelt.
Szerepelt néhány hollywoodi filmben. 1943-ban bevonult katonának. 1945-ben megalapította saját zenekarát, melynek szignáldala a „Serenade in Blue” volt.
Zenekarának felbomlása után belépett a Tex Beneke-féle Glenn Miller Orchestrához, aztán megújította saját zenekarát. Utolsó koncertjét a Madison Square Gardenben rendezte (1978).

## Albumok
- https://www.discogs.com/artist/254908-Ray-Eberle?anv=Ray%20Eberle&filter_anv=1